# نووترویتسک (شهرستان کارماسکالینسکی، باشقیرستان)
نووترویتسک (انگلیسی: Novotroitsk, Karmaskalinsky District, Republic of Bashkortostan) یک شهرک در شهرستان کارماسکالینسکی استان باشقیرستان کشور روسیه است.